# Пирнешть
Пирнешть, Пирнешті (рум. Pârnești) — село у повіті Арад в Румунії. Входить до складу комуни Севиршин.
Село розташоване на відстані 352 км на північний захід від Бухареста, 72 км на схід від Арада, 130 км на південний захід від Клуж-Напоки, 85 км на північний схід від Тімішоари.

## Населення
За даними перепису населення 2002 року у селі проживали 216 осіб.
Національний склад населення села:
| Національність | Кількість осіб | Відсоток |
| -------------- | -------------- | -------- |
| румуни         | 210            | 97,2%    |
| українці       | 5              | 2,3%     |

Рідною мовою назвали:
| Мова       | Кількість осіб | Відсоток |
| ---------- | -------------- | -------- |
| румунська  | 210            | 97,2%    |
| українська | 5              | 2,3%     |